# Нік Анселл
Нік Анселл (англ. Nick Ansell; нар. 2 лютого 1994) — австралійський професійний футболіст. Станом на 2013 грав за Мельбурн Вікторі на позиції захисника.